# Caragana davazamcii
Caragana davazamcii är en ärtväxtart. Caragana davazamcii ingår i släktet karaganer, och familjen ärtväxter.

## Underarter
Arten delas in i följande underarter:
- C. d. davazamcii
- C. d. viridis